# Laguna Pultocc
Laguna Pultocc, es una laguna altoandina peruana, ubicada en el distrito de Santa Ana, en la provincia de Castrovirreyna, en el departamento de Huancavelica. Está ubicada a 4 kilómetros de Choclococha. Es afluente del río Santa Ana que termina por último en el río Pisco. El lago se forma de los deshielos de los nevados.
En la laguna se puede observar patos silvestres o parihuanas. También es utilizado para la cría de truchas.

## Geografía
Ubicada a una altitud de 4685 m s. n. m.